# San Juan Ermita
San Juan Ermita é uma cidade da Guatemala do departamento de Chiquimula.